# 대한민국 민법 제216조
대한민국 민법 제216조는 소유물반환청구권에 대한 민법 물권법 소유권상 조문이다. 건물 수선 등을 위하여 이웃 토지 사용을 청구할 수 있도록 하는 조항이다. 민법의 상린관계 규정 중 하나로 상린권인 인지사용청구권을 부여한다.
이라고 한다.

## 조문
제216조(인지사용청구권) ① 토지소유자는 경계나 그 근방에서 담 또는 건물을 축조하거나 수선하기 위하여 필요한 범위내에서 이웃 토지의 사용을 청구할 수 있다. 그러나 이웃 사람의 승낙이 없으면 그 주거에 들어가지 못한다.
②전항의 경우에 이웃 사람이 손해를 받은 때에는 보상을 청구할 수 있다.

第216條 (隣地使用請求權)①土地所有者는 境界나 그 近傍에서 담 또는 建物을 築造하거나 修繕하기 爲하여 必要한 範圍內에서 이웃土地의 使用을 請求할 수 있다. 그러나 이웃사람의 承諾이 없으면 그 住居에 들어가지 못한다.
②前項의 境遇에 이웃사람이 損害를 받은 때에는 補償을 請求할 수 있다.

## 사례
G가 자신의 과수원에 울타리를 세우기 위해 옆 땅주인 H에게 H의 땅 사용을 요청할 수 있다.

## 판례
- C는 건물 외부에 엘리베이터를 설치하기 위하여 이 사건 인도부분을 사용해야 하는바, 피고는 민법 제216조에 따라 예비적 원고에게 이 사건 인도부분을 인도할 의무가 있다.[2]
- 원고 소유 토지의 붕괴 위험이 있어 보강벽의 재설치를 위한 공사가 필요하고, 이를 위해서는 피고 소유 토지를 출입, 사용하는 것이 필요하다. 원고는 민법 제216조에 기하여 보강벽 설치를 위한 공사에 필요한 범위에서 피고 소유 토지를 출입, 사용할 수 있는 권리가 있다.[3]
- 이 사건 건물의 임차인인 피고로서는 이웃 토지의 임차인으로서 민법 제216조에 따라 소외 회사가 터파기 공사의 일환으로 흙막이벽, 방음벽 가시설 설치공사를 함에 있어 이를 승낙할 의무를 부담한다고 봄이 타당하다.[4]
- 토지소유자는 경계나 그 근방에서 담 또는 건물을 축조하거나 수선하기 위하여 필요한 범위 내에서 이웃 토지의 사용을 청구할 수 있다(민법 제216조 제1항 본문). 이러한 인지사용청구권은 토지소유자가 그 소유 토지의 경계나 그 근방에서 공사함으로써 불가피하게 이웃 토지를 넘어갈 수밖에 없는 경우에 그 필요 범위 내에서만 인정되는 권리이다.[5]

## 같이 보기
- 상린관계
- 대한민국 민법 제217조 매연등에 의한 인지에 대한 방해금지에 대한 상린관계규정